# Furnér

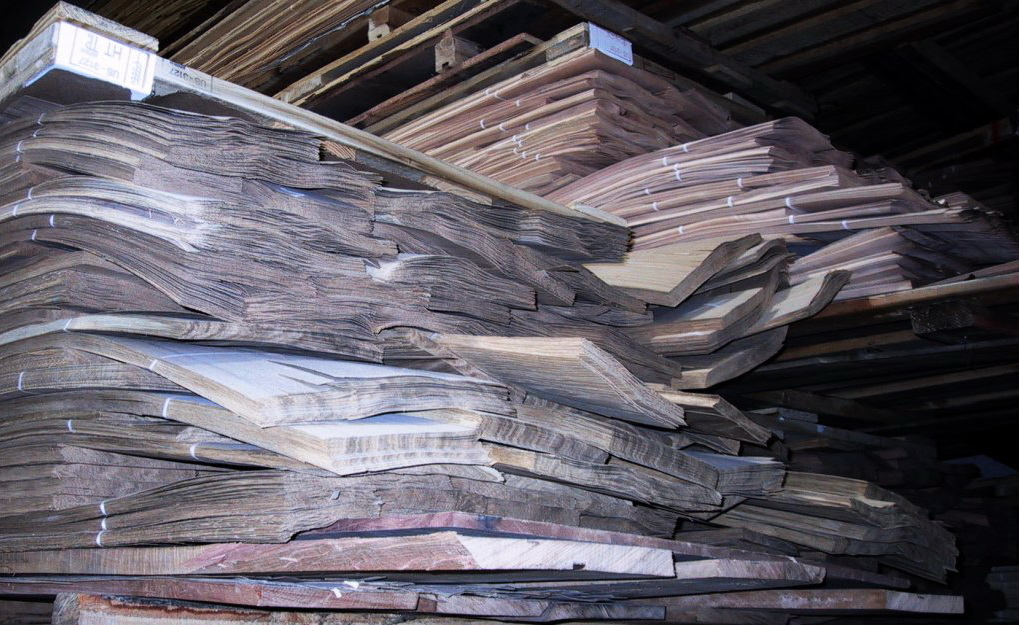
Furnérlapok feldolgozás előtt.

A furnér vékony falemez, amely az előállítás módja szerint lehet fűrész-, kés- vagy hántoltfurnér. A furnér szó a 16. századból ered és francia eredetű (fournir: ellátni valamit valamivel). Azt a folyamatot jelentette, amikor kevésbé értékes fát jobb minőségű fával burkoltak be.
A furnértechnikát Kr. e. 2900-ban Egyiptomban találták fel. Egyiptomban rendkívül szerették a nemes fát, ami azonban igen ritka volt. Ez kényszerítette az egyiptomiakat ennek a gazdaságosabb feldolgozási módnak a kifejlesztésére. A fát finom lapocskákra vágták. 1922-ben találtak furnérozott bútordarabokat Tutanhamon sírkamrájában, melyek tanúi egy régi furnértechnikának.

## Fűrészfurnér

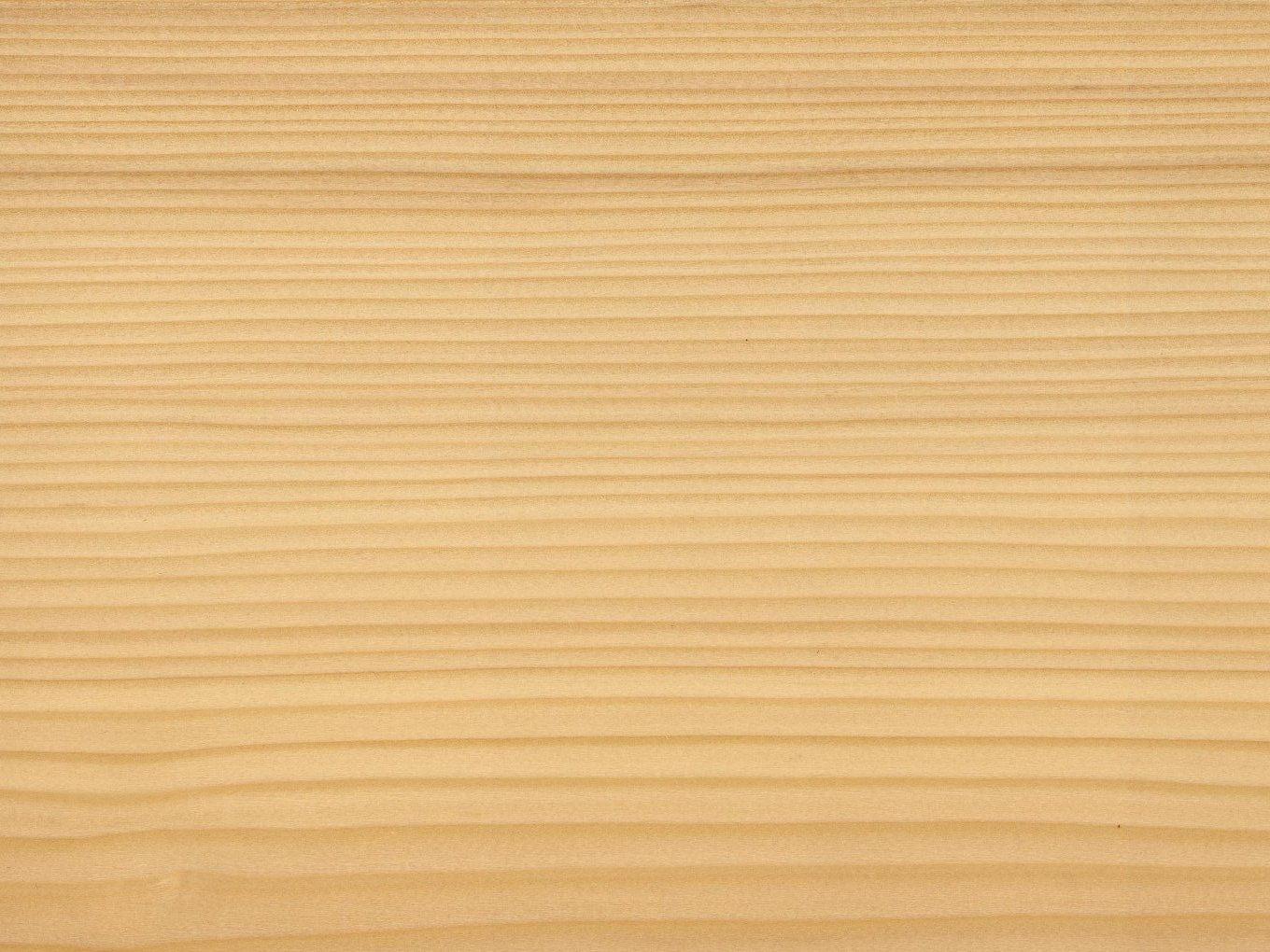
Furnérlap

A furnér legrégibb előállítási módja a fűrészelés. A törzsről fűrészelik le a furnérlapokat. Ezt régen gyakran egy gödör felett csinálták. Egy személy állt a gödörben, egy második állt egy szerkezeten a törzs felett, a fűrészeléshez pedig egy keretes fűrészt használtak. A 19. század elején aztán kifejlesztették a gőzmeghajtáson alapuló furnérfűrészt. Amíg Angliában és Amerikában hatalmas, mintegy 4 méter átmérőjű speciális körfűrészeket alkalmaztak, addig Európában inga- vagy lengőfűrészeket használtak.
Mivel a furnér fűrészelésénél 50% hulladék is felléphet, ezért ez a módszer kissé elavult. Mégis jó okok szólnak amellett, hogy még ma is alkalmazzák ezt a módszert 1,2-2,5 mm vastag lapok előállításához:
- A fűrészelt furnér megtartja a természetes, világos színét és nem színeződik úgy el, mint a késsel előállított furnérlap, ahol a fát a megmunkálás előtt akár napokig is forralják.
- A késsel előállított furnérlapokkal szemben a fűrészelt furnérban nem keletkeznek hasadások, felszakadások.
- Egyes fafajtákat keménységük miatt csak a fűrészes módszerrel lehet megmunkálni.
- Jó minőségű, finom asztalosmunkákhoz a mai napig szívesen használják a nagyméretű, fűrészelt furnérlapokat. Régi, antik bútorok javításához is előszeretettel alkalmazzák. Napjainkban lépcsők, parketták, ajtók vagy egyedi bútordarabok készítéséhez is használják. Mindez a furnérlap vastagságának és hosszú életének köszönhető.

A fűrészfurnér lapokat azért is alkalmazzák egyedi darabok előállításához, mert a késfurnér lapokból készült pl. asztallap túl vékony és károsodás esetén nem javítható és nem dolgozható fel másra. A fűrészfurnér tehát gyakran generációkon át megőrizhető és használható.

## Késfurnér

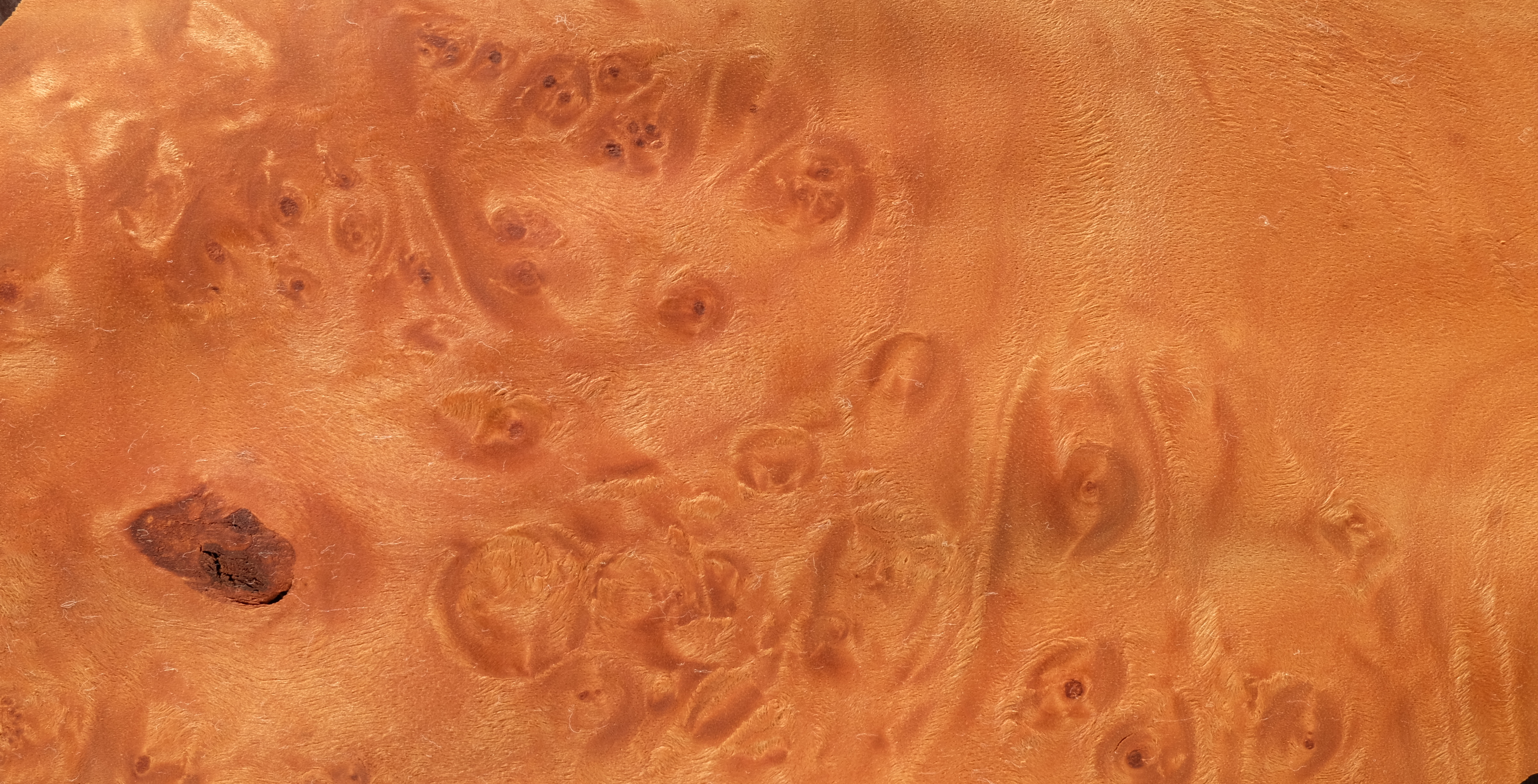
Furnérlap

A késes feldolgozás előtt a farönköket először gőzölik vagy főzik. Ennél a kezelésnél a fa természetes színe olykor nagymértékben megváltozik. Ezt követően a rönköket vízszintesen rögzítik és egy kés irányában mozgatják le és fel. Minden lefelé végzett mozgásnál egy 0,3–3 mm vastag szeletet vágnak le.
Úgynevezett mikrofurnérokat is előállítanak 0,1–0,3 mm vastagságban.

## Hántoltfurnér (furnérhámozás)
A hántolás előtt a rönköket 48 óráig forralják, majd lekérgezik és rögzítik. A rönköt általában a saját tengelye körül nagy gyorsasággal forgatják (a központosítás nem feltétlenül esik egybe a fabél vonalával), miközben egy nagy kés egyetlen furnérlapot vág belőle. Jól összehasonlítható azzal, mint amikor egy konyhai papírrolnit letekerünk. Ezt a furnérlapot aztán feldarabolják a kívánt méretekre.